# أنيس الخطيب
أنيس عبد عبد الله الخطيب (أبو هاني؛ وُلد في عام 1933 في شفا عمرو – ) محامي، ودبلوماسي فلسطيني. كان ممثلًا لمنظمة التحرير الفلسطينية لدى الإمارات حتى عام 1989.

## حياته
وُلد أنيس الخطيب عام 1933 لأسرة فلسطينية في بلدة شفا عمرو بقضاء حيفا أثناء الانتداب البريطاني على فلسطين. هجرتهم الميليشيات الصهيونية بسبب حرب 1948 إلى لبنان حيث سكنوا قرية بنت جبيل في محافظة النبطية، ثم لاحقًا غادروا إلى دمشق. تلقى تعليمه المدرسي بين مدارس دوما، وحي الشاغور، وباب توما بالعاصمة دمشق. وحصل على شهادة المحاماة من جامعة دمشق.
يُقيم في جديدة عرطوز.

## أوسمة
في 30 أغسطس 2022، منحه الرئيس الفلسطيني محمود عباس نجمة الاستحقاق من وسام دولة فلسطين وذلك؛ «تقديرا لمسيرته الوطنية والنضالية المشرفة، باعتباره من جيل المؤسسين، وعضو المجلسين الوطني والاستشاري، وتثمينا لجهوده في الدفاع عن حقوق شعبنا الفلسطيني خلال عمله في المجال الدبلوماسي ومؤسسات منظمة التحرير الفلسطينية.»